# Erich Fromm
Erich Fromm (Francoforte, 23 de março de 1900 — Muralto, 18 de março de 1980) foi um psicanalista, filósofo humanista e sociólogo alemão. A partir do final da década de 1920, representou um socialismo democrático e humanista. Suas contribuições para a psicanálise, para a psicologia da religião e para a crítica social o estabeleceram como um pensador influente do século XX, embora muitas vezes tenha sido subestimado no mundo acadêmico. Muitos de seus livros entraram para a lista dos mais vendidos, notavelmente A Arte de Amar (1956) e Ter ou Ser (1976). Seus pensamentos também foram amplamente discutidos fora do mundo profissional.

## Vida
Erich Fromm teve sua ascendência em uma família judia extremamente religiosa, da qual se originaram diversos rabinos. Ele mesmo desejava originalmente seguir este caminho. Cresceu em Francoforte, onde inicialmente estudou direito, mudando depois ao estudo da sociologia em Heidelberg, doutorando-se lá em 1922 junto a Albert Weber sobre lei judaica.
Até 1925 ele teve além disto aulas de talmude com o rabino Rabinkow. Em 1926 ele se casou com a psicanalista Frieda Reichmann. No fim dos anos 20, Fromm começou sua formação psicanalítica no Instituto de Psicanálise de Berlim junto a um aluno de Freud que não era médico, o jurista Hanns Sachs. Neste período, ele e sua esposa desistiram de seu estilo de vida judeu ortodoxo. A partir de 1929, Fromm atuou como analista leigo, por não possuir formação médica.

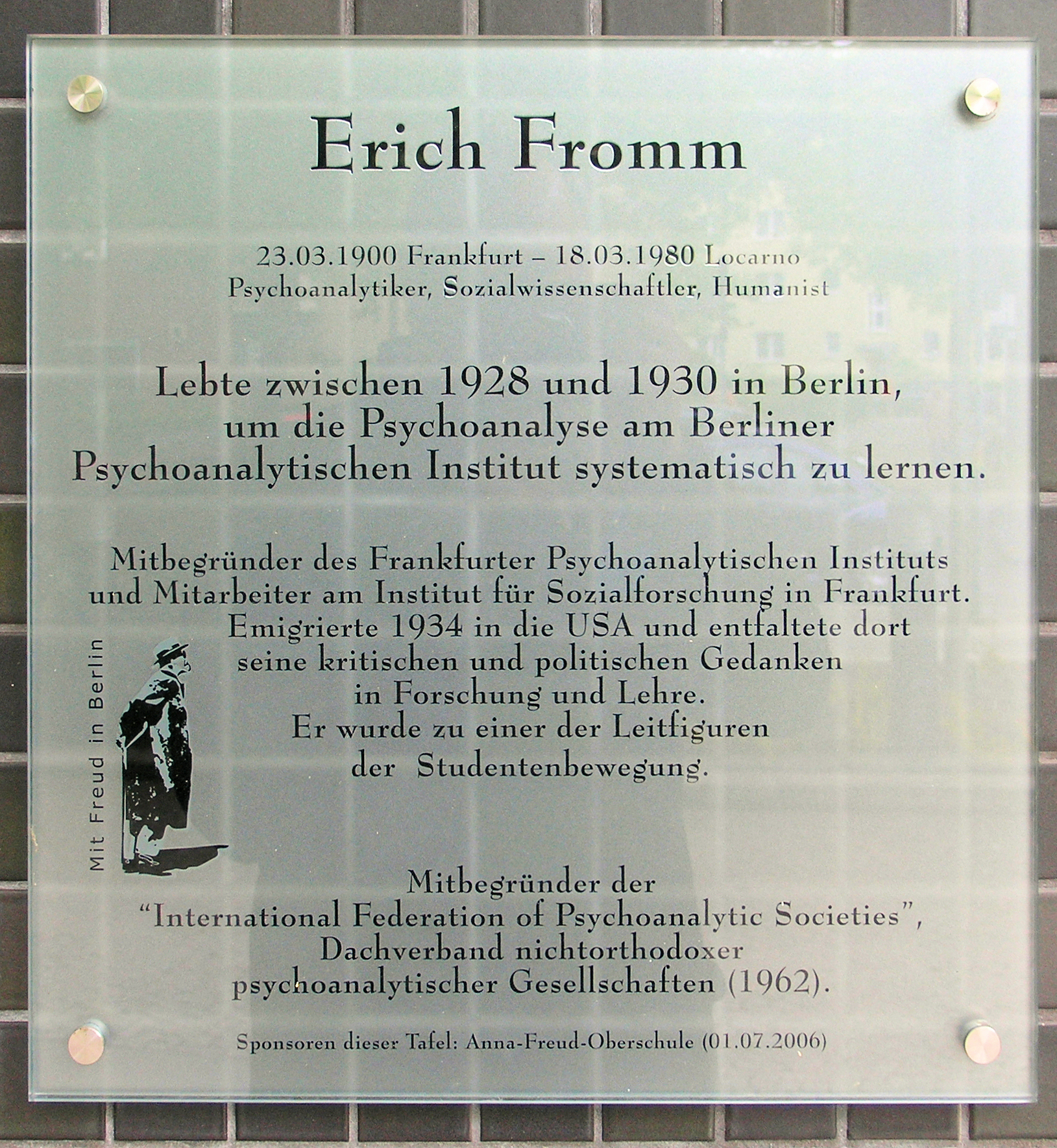
Placa em frente à casa de Fromm, Bayerischer Platz, 1 em Berlim Schöneberg

Desde 1930 ele foi diretor do Instituto de Pesquisas Sociais de Francoforte (em alemão: Frankfurter Institut für Sozialforschung), conhecido também como Escola de Frankfurt (essa tem como principais pensadores: Theodor Adorno, Max Horkheimer, Herbert Marcuse, Otto Kirchheimer, Friedrich Pollock, Leo Löwenthal, Axel Honneth e Jürgen Habermas). Ao mesmo tempo ele pertenceu ao grupo de psicanalistas marxistas ao redor de Wilhelm Reich e Otto Fenichel e contribuiu com a formação do marxismo freudiano com algumas publicações. Em 1931, ele se separou de Frieda Reichmann, mas continuou mantendo relações de amizade com ela (separação apenas em 1942).
Depois da tomada do poder por Hitler, Fromm mudou-se para Genebra, emigrando em maio de 1934 para os Estados Unidos, onde trabalhou na Columbia University de Nova Iorque.
No fim de 1939, após diversos conflitos, ele se desligou do Instituto de Pesquisas Sociais, depois de ter sido um dos seus mais importantes colaboradores por muitos anos. Em maio de 1940 ele se tornou cidadão americano. Em 1944 casou-se com a imigrante alemã-judia Henny Gurland.
Em 1950, Fromm se mudou para a cidade do México e lecionou na Universidad Nacional Autónoma de México (UNAM). Após a inesperada morte de sua esposa Henny em 1952, casou-se com a americana Annis Freeman.
A partir de 1957, ele filia-se ao movimento pacifista americano. Pessoalmente, sempre representara um socialismo humanista e democrático. Em 1965, recebeu méritos; Em 1974 mudou-se para Muralto (Tessin, Suíça).

## Obra e Impacto

### Humanismo normativo
Ainda nos anos 1950, a maioria dos sociólogos seguia o chamado relativismo sociológico: Estavam convencidos de que o ser humano era praticamente totalmente maleável e que poderia viver em quase todas condições. Disto, concluíam duas coisas:
- Uma sociedade que em princípio funcionasse, seria saudável;
- As doenças psíquicas eram uma consequência de erros no indivíduo; os doentes psíquicos não teriam sido suficientemente capazes de se adaptar.

Fromm defendia frente a essa tese um humanismo normativo: O ser humano tem, segundo Fromm, não apenas necessidades básicas físicas, mas também necessidades básicas psíquicas, enraizados em sua existência.
Disto é possível concluir que para a saúde psíquica do ser humano existem critérios que podem ser ou promovidos ou oprimidos por um dado sistema social. O estado de saúde de uma sociedade pode, portanto, ser examinado.
Realmente, o ser humano pode viver sob diversas condições, mas se estas forem contrárias a sua natureza humana, ele reage a elas, ou mudando as relações existentes, ou abdicando de suas faculdades humanas condicionadas à razão, por assim dizer, distanciando-se, tornando-se apático.

#### Moldagem do indivíduo pela sociedade
Fromm pergunta-se, "como é possível, que o poder dominante em uma sociedade realmente seja tão efetivo, como a história nos mostra" (citações de Theoretische Entwürfe über Autorität und Familie“, 1936).
De um lado o poder externo é "um componente essencial para a conclusão da conformação e subjugação da massa sob tal autoridade". Por outro lado, a sociedade não poderia funcionar somente "através do medo dos meios físicos de exerção de poder" (alusão ao Nazismo).
Fromm desenvolve a partir deste ponto, em modificação crítica ao trabalho de Freud, a teoria do caráter autoritário: "O poder externo da sociedade confronta-se com a criança crescida numa família através dos pais e (...) especialmente através do pai. O pai é, em relação ao filho o primeiro veiculador da autoridade social, não sendo, em relação ao conteúdo, seu modelo, mas sim sua cópia. "
Assim, Fromm prescinde da visão freudiana da formação da psique e especialmente do superego do pequeno círculo da família e deduz tal formação do superego do poder externo da sociedade, que autoriza o pai a erigir o superego do filho. Inversamente, para Fromm as autoridades sociais possuem da mesma maneira sempre qualidades de superego, vide por exemplo o discurso dos soberanos ou de políticos que tomam crianças em seus braços.

#### Falhas predeterminadas pela cultura
Um ser humano sofre de algum tipo de falha, se lhe falta uma característica que é tida como especificamente humana. Supondo-se, por exemplo, que a espontaneidade é um objetivo que todo ser deve alcançar, então sofre de uma falha o ser que não consegue exteriorizar-se bem e é totalmente não espontâneo, falha esta que pode ser percebida como uma neurose.
 
Como é possível promover ou reprimir certas necessidades básicas humanas, é da mesma maneira possível que certas falhas sejam produzidas pela cultura. Agora, como a maioria dos indivíduos de uma sociedade sofre de certas imperfeições, essas são vistas como normalidade e o indivíduo as coloca inclusive como seus objetivos, para não ser um outsider (marginalizado):
”Aquilo que o indivíduo perde de riqueza interior e de sentimento real de felicidade é compensado pela segurança dada pelo sentimento de pertinência ao restante da humanidade tal como percebida por ele.”
Este sentimento de pertinência impede em nível decisivo o desenvolvimento da imperfeição em uma neurose realmente percebida. Além deste fato, a sociedade oferece diversos “antídotos” que impedem o irromper de uma doença. Fromm cita neste contexto os “opiáceos culturais”, como televisão, rádio ou eventos esportivos. Ao negar-se abruptamente às pessoas o acesso a esses opiáceos por um longo tempo, seria observável o surgimento de doenças psíquicas rapidamente em forma de ataques nervosos ou pânico.

#### Influência intrafamiliar
A forte influência do indivíduo pela sociedade define automaticamente as condições familiares e constrói consequentemente em intensidade decisiva o clima dentro da família. A troca tão próxima de emoções entre pais e filhos representa como consequência para a influência social:
- Por um lado a família torna-se a principal instituição para a continuidade de existência da sociedade. Para garantir essa continuidade, determinadas exigências como pontualidade, ordem, capacidade de adaptação não apenas seguidos, mas como estruturas de caráter independentes e, consequentemente, interiorizados como vontade própria. O assim chamado caráter social reflete-se nos pais e é por isto repassado aos filhos.
- Por outro lado, a problemática já existente dos pais relacionada ao ambiente externo é desta maneira veiculada aos filhos. Como a individualidade se cristaliza das interações com as pessoas do círculo de relações, pode-se ver a formação da criança como um caminho de fora para dentro. Se estas pessoas do círculo de relações se sentem de certa maneira inseguros ou sofrem devido às condições existentes na sociedade, isto se transmite ao self da criança. Do mesmo modo, os pais passam aos filhos as imperfeições e as maneiras de compensá-las através dos opiáceos. Maneiras doentias de viver são como consequências trabalhadas como normalidade.

### A situação humana
Os animais vivem em harmonia total com a natureza. Eles vivem em condições que aceitam como dadas e com as quais eles podem lidar. Em contraposição com os animais, desenvolveu-se no homem a capacidade de transcender seu ambiente, através da razão que lhe foi dada e com isso extrapolar a realidade que o cerca. Ele se elevou sobre a natureza e pode em certa medida recriá-la e dominá-la. Este seu dom dos mais elevados é ao mesmo tempo sua danação. Em palavras bem claras, ele deixa-se descrever como anomalia da natureza, pois no ser humano “a vida (...) tomou consciência de si”. Ele passa não somente a saber da aleatoriedade de sua existência, mas também da limitação de sua vida. Apesar de ainda ser parte da natureza, ele é igualmente saído dela e a harmonia entre ambos está para sempre perdida. Através desta consciência surge no ser humano um enorme sentimento de desamparo e fraqueza. Tem que viver e tomar decisões e todo passo em outra direção causa-lhe assombro, pois deixam-se estados já conhecidos e consequentemente mais seguros. O maior problema do ser é a sua pura existência (veja-se, relativamente a este ponto, igualmente o ser em si de Jean Paul Sartre). A vida humana é dominada por uma polaridade intransponível entre regressão e progressão: De um lado, a ânsia pela harmonia perdida com a natureza, que governou anteriormente em sua existência animal. De outro lado, o esforço por alcançar uma existência humana que corresponda a suas capacidades condicionadas à razão e lhe promete a solução do problema de sua existência. Este estado o leva a uma busca contínua por harmonia e impossibilita o existir estático. Estando as necessidades animais satisfeitas (fome, sono, sexo, etc), emergem as necessidades humanas no primeiro plano: 
”Todas as paixões e buscas humanas são tentativas de encontrar uma resposta à sua existência ou, igualmente, poderia-se dizer que são tentativas de escapar ao adoecimento da alma.”

### As necessidades básicas da alma humana
Pelo papel especial do homem em relação à natureza, que o condena a uma certa falta de pátria, é especialmente importante para o homem encontrar um caminho, orientar-se no mundo e assim entrar em uma nova relação com ele. Todas paixões humanas servem no fim das contas ao propósito de diminuir a apatridia. As necessidades básicas humanas são de natureza puramente psicológica e resultam do todo da personalidade humana e de sua prática de vida empírica. Em contraposição à libido de Freud, elas não têm origem física. Para satisfazer a suas necessidades há em princípio duas possibilidades abertas ao homem, pois ele não é, do ponto de vista humanístico, bom ou mau. A existência humana esconde em si ambos caminhos como possibilidade do desenvolvimento. Sentimentos antagônicos como amor e ódio não são então grandezas que existem independentemente, mas sim têm de ser vistas como respostas à mesma pergunta. A diferença está apenas em que apenas o primeiro leva à felicidade. A seguir, as necessidades básicas humanas são apresentadas brevemente.

#### Experimentação da identidade por individualidade ou conformidade
Sentir-se como um “eu”, portanto como ser separado de seu ambiente, não é apenas um problema filosófico, mas uma importante premissa de saúde da alma. Como o homem deve viver independentemente e sem raízes naturais, ele tem de ser capaz de formar uma imagem de si. Neste ponto está a premissa para toda e qualquer transcendência, pois apenas desta maneira o homem pode experimentar-se como sujeito de suas ações e estar consciente de seu ser autônomo.
A necessidade da experimentação de uma identidade é tão essencial, que isto por vezes é expressado em forma de conformidade exacerbada, pela qual o ser está preparado até mesmo a dar sua vida, apenas para agir de acordo ao grupo e, desta forma, receber um sentimento de identidade. A experimentação de identidade só pode ser desta maneira sempre ilusória.

#### Ligação através de amor ou narcisismo
Unir-se a outros seres serve ao indivíduo como meio mais importante para poder regular a aleatoriedade e solidão de sua existência. Desenvolver um sentimento de ligação em relação a si e a outros é, por esta razão, não somente uma necessidade básica humana, mas premissa para a saúde da alma.
A mais alta realização é oferecida, nesta direção, pelo amor: Ele é o único caminho, “através do qual é possível unificar-se com o mundo e, concomitantemente, adquirir um sentimento de integridade e individualidade”. No amor, o ser se une a outro ser, mantendo apesar disto, concomitantemente, a integridade de seu self, portanto sua separação. O amor entre dois seres em parceria acontece em uma renovação constante entre separação e união. Adicionalmente, o egoísmo do indivíduo existe em tão pequeno grau que as necessidades do outro são sentidas como tão importantes quanto as necessidades do próprio ser. O amor surge em contraposição ao narcisismo secundário: Neste, o indivíduo não é capaz de superar o narcisismo infantil, através do qual o ambiente ainda é utilizado apenas como meio de satisfazer as próprias necessidades. Os narcisistas têm a tendência de desenvolver uma ligação com seu ambiente através do exercício de poder sobre ele. Através deste mecanismo, eles somente conseguem construir certa unidade enquanto toda e qualquer integração autêntica seja destruída. Um outro caminho para unir-se com o mundo é oferecido pela possibilidade de subjugar-se a um grupo, a um Deus, etc. Por este outro mecanismo, o indivíduo supera o sentimento de isolação e sente-se parte de um grande poder, com qual se uniu.

#### Transcendência por criatividade ou por destruição
O ser possui razão e imaginação e essas características tornam impossível um papel puramente passivo no mundo. Ao tomar ele mesmo um papel de criador, ele pode superar sua aleatoriedade e existência de criatura. Quem confronta sua produção com cuidado e amor, pode transcender a si e a seu ambiente. Também na destruição, o self se deixa transcender, porém a destruição sempre é a alternativa menor de criação, para pessoas que não foram capazes de transcender seu self. Apenas a produção criativa pode levar à felicidade, enquanto a destruição tem em si o sofrimento, acima de tudo para o próprio destruidor.

#### Raízes por irmandade ou incesto
Para superar a perda das raízes naturais, o homem necessita novas raízes humanas, para poder se reencontrar no mundo. Neste sentido, a relação entre mãe e filho oferece o mais alto grau de enraizamento. A profundidade do sentimento de segurança, calor e proteção é aqui tão forte que mesmo na idade adulta existe ainda uma ânsia por ele. No fim das contas, o estado, a igreja, o grupo, possibilitam um sentimento de enraizamento na idade adulta do indivíduo, de forma que este se sente parte de uma unidade, ao invés de um indivíduo isolado. O corte do cordão umbilical é um processo assustador, mas certamente necessário para a humanização individual. Somente deste modo é possível ao ser humano realizar progressos e desenvolver-se. Em contraposição a Freud, Fromm interpreta a ligação materna em um nível emocional ao invés de sexual. Neste contexto, o tabu do incesto é dotado de um significado totalmente novo, pois não apenas proíbe um apetite sexual por um dos pais, mas também a persistência no campo protetor materno, que impossibilitaria um desenvolvimento cultural.

### A situação humana no capitalismo pós-moderno

#### A mudança do caráter social
No desenvolvimento da humanidade não houve talvez nunca uma medida maior de liberdade que na sociedade ocidental atual. As pessoas vivem em conforto material, têm muito tempo livre e têm à sua disposição um grande leque de escolhas profissionais e estilos de vida. Com o aumento da prosperidade, porém, os problemas psicossociais aumentaram igualmente. O caráter social prescreve ao indivíduo certas estruturas de pensamento e de comportamento. Estas são absorvidas pela maioria dos membros da sociedade como valores e normas e garantem, deste modo, a sobrevivência da cultura. Enquanto há um século o ser econômico era direcionado a caracteres como explorar os outros pelo maior lucro possível e não temer qualquer concorrência, parecem ganhar hoje significado cada vez mais importante características como a capacidade de trabalho em equipe e a conformidade. Apesar da responsabilidade individual ser fortemente enfatizada, espera-se, ao mesmo tempo, devido ao rápido desenvolvimento técnico, que as pessoas sejam altamente flexíveis. Se outrora havia autoridades explícitas, contra as quais se poderia levantar (o rei, o chefe), hoje não há qualquer fonte de poder personificada. Todo o poder parece ter-se despersonalizado e é no máximo compreensível como mercado anônimo, para cuja influência valem as leis da oferta e procura e consequentemente ninguém pode ser responsabilizado. Da anonimidade que continua a persistir mecanicamente surge a atitude esperada de fazer aquilo que todos os outros fazem. A perda de individualidade e identidade leva ao mais alto grau de conformidade, o que é extremamente notável em nossa sociedade. Indiferentemente de cada um ter certo grau de inteligência ou não, ter uma posição social elevada ou não, a maioria parece ter o mesmo ritmo de vida: Veem os mesmos filmes e programas, lêem os mesmos jornais e livros. Como a busca pelo lucro máximo deu lugar ao desejo de um salário regular, todos trabalham em um mesmo ritmo. Acima de tudo, as pessoas produzem e consomem, sem fazer perguntas e parecem querer realmente evitar aprender sobre incidentes, origens e paralelos. Em lugar da consciência individual, a busca pela máxima adaptação e de reconhecimento disto por outros é que aparece. A civilização moderna parece não satisfazer às profundas necessidades do homem e com sua demasiadamente grande parcela de liberdade individual e prosperidade antes causando um sentimento de uma monotonia intensa e desorientação. As pessoas da sociedade atual não precisam mais lutar por liberdade política ou sexual; não estão mais em perigo de tornar-se escravos, mas sim, robôs.

### O ser humano alienado – Problemáticas psicossociais no contexto do caráter social estabelecido
No século XIX, Hegel e Marx definem um ser alienado de si mesmo, se ”o próprio ato lhe é uma força alheia e oposta que o escraviza, ao invés de ele mesmo o controlar”. A alienação do ser em relação a si próprio, às suas ações e através disto ao seu ambiente tornou-se um problema central na sociedade moderna. A seguir, considera-se a situação do indivíduo sob este aspecto.

#### O humano como grandeza abstrata
O ser é visto na sociedade atual e mundo econômico principalmente como partícula impessoal ao invés de personalidade individual. Indiferentemente se na empresa ou no mundo do consumo, ele se tornou uma grandeza abstrata que pode ser expressa em números e, por conseguinte, calculada. Um bom exemplo é o burocrata típico. Para ele, as pessoas, sobre cujo destino ele provavelmente decide, existem somente como objetos e números sobre um papel. Isto lhe possibilita tomar decisões sobre elas, sem empatia ou sentimentos interpessoais como simpatia ou antipatia. Algo similar ocorre com o grande empresário, que com uma assinatura pode despedir 100 pessoas, sem nunca tê-las conhecido e sem saber sobre suas condições de vida. Apenas é decisivo, se elas cumprem ou não com as condições da empresa. Uma causa decisiva para a abstração do ser é a busca pela máxima eficiência, que é tão característica no capitalismo. Sobretudo através do crescimento contínuo de grandes empresas e o desaparecimento de empresas menores ligado a isto, o indivíduo é avaliado principalmente por seu “valor de mercado” e pode ser trocado arbitrariamente como o parafuso estragado de uma máquina.

## Obras principais

### Em alemão
- Das jüdische Gesetz. Ein Beitrag zur Soziologie des Diaspora-Judentums., Promotion, 1922. ISBN 3-453-09896-X
- Über Methode und Aufgaben einer analytischen Sozialpsychologie. Zeitschrift für Sozialforschung, Bd. 1, 1932, S. 28–54.
- Die psychoanalytische Charakterologie und ihre Bedeutung für die Sozialpsychologie. Zeitschrift für Sozialforschung, Bd. 1, 1932, S. 253–277.
- Sozialpsychologischer Teil. In: Studien über Autorität und Familie. Forschungsberichte aus dem Institut für Sozialforschung. Alcan, Paris 1936, S. 77–135.
- Zweite Abteilung: Erhebungen (Erich Fromm u.a.). In: Studien über Autorität und Familie. Forschungsberichte aus dem Institut für Sozialforschung. Alcan, Paris 1936, S. 229–469.
- Die Furcht vor der Freiheit, 1941 (In English, "Fear/Dread of Freedom"). ISBN 3-423-35024-5
- Psychoanalyse & Ethik, 1946. ISBN 3-423-35011-3
- Psychoanalyse & Religion, 1949. ISBN 3-423-34105-X (The Dwight H. Terry Lectureship 1949/1950)

### Em inglês
- Escape from Freedom / The Fear of Freedom (O Medo à Liberdade), 1941: crítica psicossocial do autoritarismo, da destrutividade, e do conformismo presentes no século XX.[1]
- Man for Himself: An Inquiry into the Psychology of Ethics (Análise do Homem), 1947: sua temática central é a interação dos fatores psíquicos com os socioeconômicos, isto é, o homem moderno e o ambiente construído por ele.
- Psychoanalysis and Religion, 1950
- The Forgotten Language: the Understanding of Dreams, Fairy Tales and Myths, 1951
- The Sane Society (A Sociedade Sã), 1955: dando continuidade a "Escape from Freedom" e "Man for Himself", o autor continua sua busca por uma forma de sociedade aonde o ajuste individual promova a sanidade, ao invés da insanidade.[2][3]
- The Art of Loving (A arte de amar), 1956
- Sigmund Freud's Mission: an analysis of his personality and influence, 1959
- Let Man Prevail: a Socialist Manifest and Program, 1960
- Zen Buddhism and Psychoanalysis with D.T. Suzuki and Richard de Martino, 1960
- May Man Prevail? An inquiry to the Facts and Fictions of Foreign Policy (A Sobrevivência da Humanidade), 1961: análise das premissas da conjuntura da Guerra Fria, apontando que encarar os comunistas como inimigos pode ser um equívoco.[4]
- Marx's Concept of Man (Conceito Marxista do Homem), 1961
- Beyond the Chains of Illusion: my Encounter with Marx and Freud, 1962
- The Dogma of Christ and Other Essays on Religion, Psychology, and Culture (O dogma de Cristo), 1963
- The Heart of Man: its Genius for Good and Evil (O Coração do Homem), 1964: o autor busca responder se o homem é inerentemente mau, ou inerentemetne bom e apenas precisa de ajuda para encontrar a virtude. Fromm analisa diversas formas de violência, e identifica fenômenos psicológicos nos quais baseia-se a maldade humana, destacando que o ser humano tem o poder de escolher se sua vida vai para o bem ou para o mal.[5]
- You Shall Be as Gods, 1966
- The Revolution of Hope: Toward a Humanized Technology (A Revolução da Esperança), 1968
- The Crisis of Psychoanalysis: Essays on Freud, Marx, and Social Psychology, 1970
- Social Character in a Mexican Village (com Michael Maccoby), 1970
- The Anatomy of Human Destructiveness (Anatomia da Destrutividade Humana), 1973: o autor expressa sua opinião de que a agressividade não é um instinto inato, e portanto guerras e crimes não são naturais, e portanto não devem ser aceitos.
- To Have or to Be (Ter ou Ser), 1976
- The Working Class in Weimar Germany (análise psicossocial feita na década de 1930), 1984
- For the Love of Life, 1986: discorre sobre os perigos do consumismo, o benefício das culturas matriarcais, e a necessidade de um significado espiritual para a vida.[6]
- The Art of Being, editado por Rainer Funk, 1989: obra que agrega manuscritos de Fromm, que restaram da publicação de "To Have or To Be?", não por isto inferiores ao livro publicado anteriormente.
- The Art of Listening, 1994

### Obras traduzidas para português
- O Medo à Liberdade
- Ter ou Ser?
- A Arte de Amar
- Análise do Homem
- A Revolução da Esperança
- Conceito Marxista do Homem
- Dogma de Cristo
- O Coração do Homem
- Meu Encontro com Marx e Freud
- Psicanálise da Sociedade Contemporânea
- A Missão de Freud
- O Espírito de Liberdade
- A Linguagem Esquecida
- Do Amor à Vida
- A crise da Psicanálise
- Anatomia da Destrutividade Humana, 1975. Zahar Editores, Rio de Janeiro. Tradução de Marco Aurélio de Moura Matos.
- A Sobrevivência da Humanidade
- Do Ter ao Ser: Obras Póstumas Vol. 1
- Psicanálise e Religião
- Zen Budismo e Psicanálise com D.T. Suzuki e Richard de Martino
- A Descoberta do Inconsciente Social: Obras Póstumas Vol. 3